# Sennestadt
La Sennestadt è uno dei 10 distretti urbani della città tedesca di Bielefeld.